# 伊那路 (列車)
伊那路（いなじ）は、東海旅客鉄道（JR東海）が飯田線の豊橋駅 - 飯田駅間で運行している特別急行列車である。
なお本項では、愛知電気鉄道が運転していた「天龍号」とともに、飯田線で運転されていた優等列車の沿革についても記述する。

## 概要
特急「伊那路」のルーツとなる列車は、臨時列車として1992年12月に豊橋駅 - 飯田駅間で運転を開始した急行「伊那路」である。飯田線豊橋駅発着の急行としては1983年7月に急行「伊那」が廃止されて以来約10年ぶりで、利用客が伸び悩む飯田線の活性対策として運転されたものであった。利用客の増加もあり運転日も拡大されていったが、当時使用していた165系の老朽化が進んだことから、新型車両の投入をきっかけに、1996年3月16日に特急列車化されるとともに、定期列車として運転されるようになった。特急化後、2022年（令和4年）3月12日までは時刻表などで「（ワイドビュー）」の冠が付けられていた。

## 運行概況
2025年3月1日現在、豊橋駅 - 飯田駅間で1日2往復が運転されている。豊橋駅で東京発着の東海道新幹線「ひかり」と接続している。

### 停車駅
豊橋駅 - 豊川駅 - 新城駅 - 本長篠駅 - 湯谷温泉駅 - 中部天竜駅 - 水窪駅 - 平岡駅 - 温田駅 - 天竜峡駅 - 飯田駅
- さわやかウォーキングをはじめとする沿線イベント開催時にはその最寄り駅に臨時停車する場合がある。

### 使用車両・編成
373系の3両編成で運転されており、普通車のみで、グリーン車は連結されていない。1号車は全席座席指定席、2号車・3号車は自由席であるが、車端部の大型テーブル付のセミコンパートメント席は指定席となっている。
- 飯田線で373系を2本連結した6両編成分のホーム有効長を持つのは新城駅以南の短区間で、373系にはドアカット機能がついていない事から、全区間において増結は行われていない。
- 後述する「飯田線秘境駅号」などの臨時列車が運転されたり、沿線イベントの開催時には2号車が全車指定席に変更されることがある。

### 担当車掌区
豊橋運輸区と伊那松島運輸区が担当している。

## 臨時列車

### 増発列車
特急「伊那路」81号・82号として運転していたが、のちに「ふれあい伊那路」として運行される事が多くなった。主に381系（振り子機能非使用）で運用されていたが、この列車の場合は4両編成が最短編成であり、グリーン車が連結されていた。
東海道本線・名古屋駅まで延長運転もされたことがあり、初詣シーズンには豊川稲荷への初詣客輸送のため、飯田駅を早朝に出て豊川駅に向かう「初詣伊那路号」も運転されていた。また、定期列車も大垣駅発着で延長運転が行われていた（東海道線内は豊橋駅 - 名古屋駅間は原則特別快速停車駅と同じ停車駅、名古屋駅 - 大垣駅間は定期運転している「しらさぎ」号の停車駅に準じて運行されていた）時期があった。
しかし、2001年に381系の運用が終了してからは、快速列車として運行されるケースが多くなっている。

### 飯田線秘境駅号

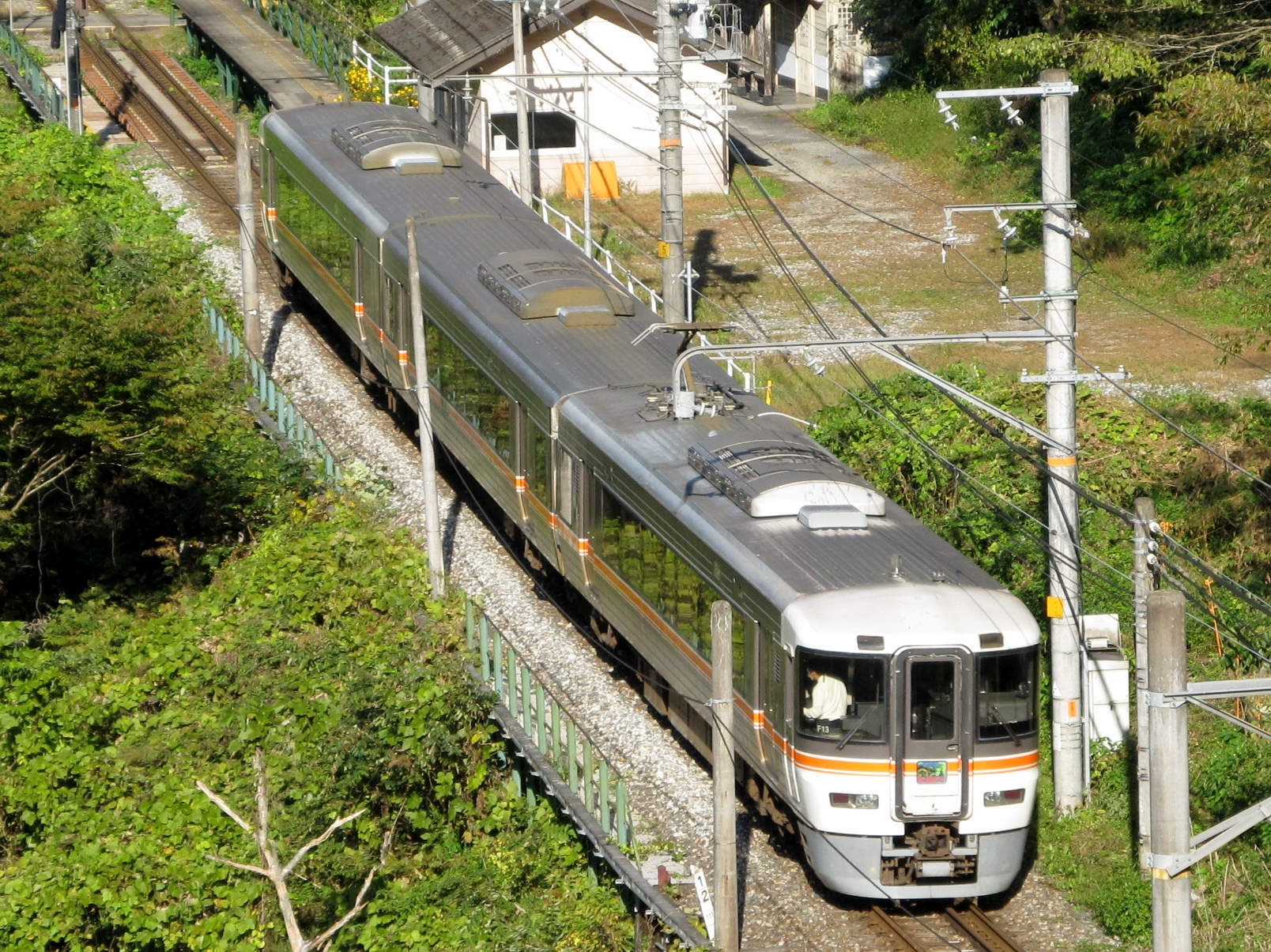
飯田線秘境駅号
（2022年10月 唐笠駅）

2010年8月から11月の土曜・日曜・祝日を中心に、臨時急行「飯田線秘境駅号」が「伊那路」と同様に373系を使用し、豊橋駅 - 天竜峡駅間で運転された。この列車はもともと、2010年春季大型連休に運行した同名の団体専用列車をツアー客以外の一般の乗客も利用できるように急行列車としたもので、全車指定席となっている。以降は年ごとの違いはあるものの、春期（4月・5月）と秋期（10月・11月）の土曜・日曜・祝日を中心に運転されている。2018年頃までは夏期（8月・9月）にも運転が行われていた。
運行当初は、下り列車は「秘境駅」と呼ばれる小和田・中井侍・為栗・田本・金野・千代の6駅と、飯田線の特徴ある駅として東栄・大嵐・平岡の各駅にも停車したが、2018年運転分からは伊那小沢駅が停車駅として追加された。これは、「秘境駅へ行こう！」のランキングでトップ100に入ったためである。なお、運行当初は天竜峡駅での折り返しであったが、2018年運転分からは豊橋駅 - 飯田駅間で下り・上りが別々の列車として運行され、伊那小沢を含む7つの秘境駅に停車している。このほか、下りは新城駅・中部天竜駅・大嵐駅・平岡駅・天竜峡駅に、上りは天竜峡駅・平岡駅・浦川駅に停車する。
更に2020年秋からは、上り列車が駒ケ根駅始発で運転（11月13日～15日運転分限定、21日・22日運転分は従来通り飯田駅始発）。駒ケ根始発の列車は、秘境駅ランキング200位である伊那田島駅にも停車する。

## 飯田線優等列車概略

### 天龍号

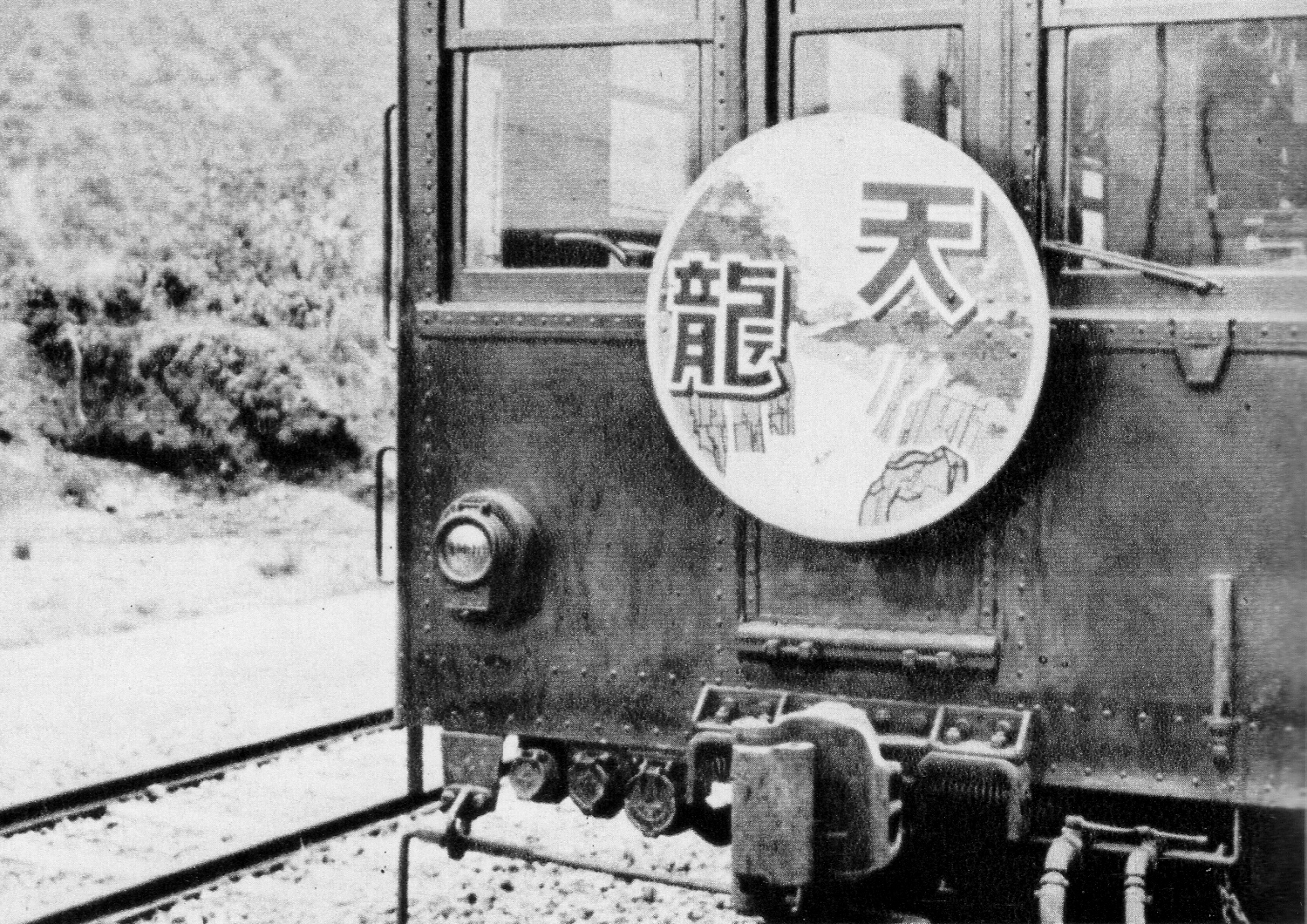
天龍号

戦前、1935年（昭和10年）から1941年（昭和16年）頃まで、愛知電気鉄道が飯田線の前身となる豊川鉄道・鳳来寺鉄道・三信鉄道へ直通する観光臨時列車として「天龍号」が運行されていた。
1935年（昭和10年）4月10日に、神宮前駅 - 中部天竜駅間で行楽客向けに運転を開始した。この時は、愛知電気鉄道豊橋線の当初開業区間である伊奈 - 小坂井間の支線（後の名鉄小坂井支線・1954年廃止）を経由して運転していた（豊川線の開通は飯田線国有化後）。同社はその直後の8月1日に名岐鉄道と合併して名古屋鉄道（名鉄）となるが、臨時列車の運行は継続された。
使用される車両には、神宮前駅 - 吉田駅（現在の豊橋駅）間を走っていた愛電の最優等列車超特急「あさひ号」と同様に、天竜峡を描いたヘッドマークが取り付けられていた。
戦中の1941年（昭和16年）ごろ、行楽輸送が自粛されるようになったため運行を終了した。

### 伊那
飯田線で初めて運転された優等列車で、1961年3月から名古屋駅 - 辰野駅間で準急列車として運転を開始した。1962年4月から2往復に増発し、1964年3月に3往復の運転となって以降はしばらくこの体制が続いた。この時の最長運転区間は、大垣駅 - 上諏訪駅間であったが、大垣駅 - 名古屋駅と辰野駅 - 上諏訪駅の両末端区間では普通列車として運転されていた。
1972年3月改正で東海道本線下りの一部区間が快速列車での運転（伊那1号と伊那4号）になるものの、4往復が運転（豊橋駅 - 飯田駅間2往復、豊橋駅 - 辰野駅間1往復、豊橋 - 上諏訪間1往復）され、一部は豊橋駅 - 飯田駅間で7両編成の運転や、一部列車の美濃赤坂駅への延長（伊那4号。豊橋駅 - 名古屋駅間は快速、名古屋駅 - 美濃赤坂駅間は普通）が行われ、急行「伊那」としては最盛期を迎えていた。豊橋駅 - 飯田駅間で臨時列車も1往復設定された。
しかし、中央自動車道の開通で、1975年に中央道特急バスが名古屋 - 飯田間に設定されると利用者が減少したため、1983年7月に廃止された。廃止後は、豊橋駅 - 中部天竜・天竜峡駅間で快速列車が2往復設定された。
列車名は、長野県南部の天竜川に沿って南北に伸びる伊那盆地が由来となっている。

## 飯田線優等列車沿革

### 戦後の展開
- 1956年（昭和31年）4月15日：名古屋駅 - 中部天竜駅間に臨時快速列車が運行開始。後に「天竜」（てんりゅう）と命名。80系を使用。
- 1961年（昭和36年）3月1日：名古屋駅 - 辰野駅間に準急「伊那」（いな）が運行開始。
- 1962年（昭和37年）4月27日：「伊那」が1往復増発され、2往復になる。
- 1964年（昭和39年）3月20日：「伊那」が1往復増発され、3往復になる。
- 1966年（昭和41年）3月5日：「伊那」が急行列車に変更。
- 1969年（昭和44年）10月1日：「伊那」の一部列車が6両に増結。
- 1972年（昭和47年）3月15日：「伊那」が1往復増発され、4往復になるが、東海道本線区間では快速・普通電車になる。
- 1983年（昭和58年）7月5日：「伊那」が廃止。

### 国鉄分割民営化以降「伊那路」の復活
- 1990年（平成2年）：臨時列車として「ナイスホリデー奥三河」が大垣駅（下りは米原駅始発） - 中部天竜駅間で運転開始。
  - 同年にトロッコファミリー号も運行を開始しており、観光鉄道として飯田線を開発する機運が盛り上がる。また、中部天竜駅には佐久間レールパークがあることから、それへの集客のため、週末に快速「佐久間レールパーク号」「ナイスホリデー天竜・奥三河」が名古屋方面から直通運転された。
- 1992年（平成4年）12月29日：臨時列車として急行「伊那路」が運転開始。当時の停車駅は豊橋、豊川、新城、湯谷温泉、中部天竜、天竜峡、飯田であった。これにより、快速「ナイスホリデー天竜・奥三河」が廃止。急行「伊那路」は高い人気を得て運転日も土休日を中心に年々拡大されることとなる。
- 1996年（平成8年）
  - 3月16日：急行「伊那路」が定期列車として特急列車化[9]。同日より運転開始した東海道本線の快速「ムーンライトながら」と共通運用になる。
  - 7月25日：列車名が「（ワイドビュー）伊那路」に変更される[10]。
- 2007年（平成19年）3月18日：全車両禁煙となる。
- 2009年（平成21年）3月14日：豊橋発午前中2本、豊橋着午後2本のダイヤを、快速「ムーンライトながら」の臨時列車化により豊橋駅発着を午前・午後各1本ずつに改正。これにより飯田駅で夜間滞泊を実施。
- 2013年（平成25年）9月：台風18号の影響により、全区間で運休となる。
- 2013年（平成25年）10月10日：運転を再開。
- 2017年（平成29年）4月18日：早瀬駅〜三河川合駅間にて線路への土砂流入が発生。このため全区間で運休となる[11]。
- 2017年（平成29年）4月28日：この日の始発より運転再開[12][13]。
- 2022年（令和4年）3月12日：列車愛称から「ワイドビュー」を削除[1]。